# Premio Lumière per la migliore promessa femminile
Il Premio Lumière per la migliore promessa femminile (Prix Lumière du meilleur espoir féminin) è un premio cinematografico assegnato annualmente dal 2000 dall'Académie des Lumières ad una giovane attrice di un film francese uscito nelle sale nel corso dell'anno precedente.
Audrey Tautou è l'unica ad aver vinto successivamente anche il Premio Lumière per la miglior attrice.

## Vincitori e candidati
I vincitori sono indicati in grassetto, a seguire gli altri candidati.

### Anni 2000-2009
- 2000: Audrey Tautou – Sciampiste & Co. (Vénus Beauté (Institut))
- 2001: Isild Le Besco – Sade
- 2002: Rachida Brakni – Chaos
- 2003: Cécile De France – L'appartamento spagnolo (L'Auberge espagnole)
- 2004: Sasha Andres – Elle est des nôtres
- 2005:
  - Marilou Berry – Così fan tutti (Comme une image)
  - Lola Naymark – Le ricamatrici (Brodeuses)
- 2006: Fanny Valette – La Petite Jérusalem
- 2007: Mélanie Laurent – Je vais bien ne t'en fais pas
  - Sandrine Le Berre – Coup de sang
  - Medeea Marinescu – Je vous trouve très beau
  - Déborah François – La voltapagine (La Tourneuse de pages)
  - Nina Kervel-Bey – La Faute à Fidel!
- 2008: Hafsia Herzi – Cous cous (La Graine et le Mulet)
  - Christa Theret e Lucie Desclozeaux – Et toi, t'es sur qui?
  - Audrey Dana – Roman de gare
  - Clotilde Hesme – Les Chansons d'amour
  - Romola Garai – Angel - La vita, il romanzo (Angel)
- 2009: Nora Arnezeder – Paris 36 (Faubourg 36)
  - Leïla Bekhti e Karina Testa – Des poupées et des anges
  - Bertille Noël-Bruneau – La volpe e la bambina (Le Renard et l'Enfant)
  - Sara Reguigue – Mascarades
  - Léa Seydoux – La Belle Personne

### Anni 2010-2019
- 2010: Pauline Étienne – Qu'un seul tienne et les autres suivront
  - Mati Diop – 35 rhums
  - Garance Le Guillermic – Il riccio (Le Hérisson)
  - Julie Sokolowski – Hadewijch
  - Christa Theret – LOL - Il tempo dell'amore (LOL (Laughing Out Loud))
- 2011: Yahima Torres – Venere nera (Vénus noire)
  - Lolita Chammah – Copacabana
  - Linda Doudaeva – Tutti per uno (Les Mains en l'air)
  - Marie Féret – Nannerl, la sœur de Mozart
  - Nina Rodriguez – No et moi
- 2012: Alice Barnole, Adèle Haenel e Céline Sallette – L'Apollonide - Souvenirs de la maison close
  - Zoé Héran – Tomboy
  - Anamaria Vartolomei – My Little Princess
- 2013: Judith Chemla, Julia Faure e India Hair – Camille redouble
  - Agathe Bonitzer – Une bouteille à la mer
  - Izïa Higelin – Mauvaise Fille
  - Sofiia Manousha – Le noir (te) vous va si bien
  - Soko – Augustine
- 2014: Adèle Exarchopoulos – La vita di Adele (La Vie d'Adèle)
  - Alice de Lencquesaing – La Tête la première
  - Marine Vacth – Giovane e bella (Jeune et jolie)
  - Miss Ming – Henri
  - Pauline Étienne – La religiosa (La Religieuse)
  - Vimala Pons – La Fille du 14 juillet
- 2015: Louane Emera – La famiglia Bélier (La Famille Bélier)
  - Alice Isaaz – La Crème de la crème
  - Ana Girardot – Le Beau Monde e La prochaine fois je viserai le cœur
  - Ariane Labed – Fidelio, l'odyssée d'Alice
  - Joséphine Japy e Lou de Laâge – Respire
  - Karidja Touré – Diamante nero (Bande de filles)
- 2016: Güneş Şensoy, Doğa Zeynep Doğuşlu, Elit İşcan, Tuğba Sunguroğlu e İlayda Akdoğan – Mustang
  - Baya Medhaffer – Appena apro gli occhi - Canto per la libertà (À peine j'ouvre les yeux)
  - Golshifteh Farahani – Due amici (Les Deux Amis)
  - Lou Roy-Lecollinet – I miei giorni più belli (Trois souvenirs de ma jeunesse)
  - Sara Giraudeau – Les Bêtises
  - Sophie Verbeeck – À trois on y va
- 2017: Déborah Lukumuena e Oulaya Amamra – Divines
  - Lily-Rose Depp – Io danzerò (La Danseuse)
  - Manal Issa – Peur de rien
  - Naomi Amarger e Noémie Merlant – Le ciel attendra
  - Paula Beer – Frantz
  - Raph – Ma Loute
- 2018: Lætitia Dosch – Montparnasse - Femminile singolare (Jeune Femme)
  - Camélia Jordana – Quasi nemici - L'importante è avere ragione (Le Brio)
  - Eye Haïdara – C'est la vie - Prendila come viene (Le Sens de la fête)
  - Iris Bry – Les Gardiennes
  - Paméla Constantino Ramos – Tous les rêves du monde
  - Solène Rigot – Quattro vite (Orpheline)
- 2019: Ophélie Bau – Mektoub, My Love - Canto uno
  - Galatéa Bellugi – L'apparizione (L'Apparition)
  - Andréa Bescond – Les Chatouilles
  - Jeanne Cohendy – Marche ou crève
  - Kenza Fortas – Shéhérazade

### Anni 2020-2029
- 2020: Nina Meurisse – Camille
  - Céleste Brunnquell – Les Éblouis
  - Mina Farid – Une fille facile
  - Lise Leplat Prudhomme – Jeanne
  - Mame Bineta Sane – Atlantique
- 2021: Noée Abita – Slalom
  - Najla Ben Abdallah – Un figlio (Un fils)
  - Nisrin Erradi – Adam
  - Mélissa Guers – La ragazza con il braccialetto (La Fille au bracelet)
  - Fathia Youssouf – Donne ai primi passi (Mignonnes)
- 2022: Agathe Rousselle – Titane
  - Zbeida Belhajamor – Una storia d'amore e di desiderio (Une histoire d'amour et de désir)
  - Aïssatou Diallo Sagna – Parigi, tutto in una notte (La Fracture)
  - Daphné Patakia – Benedetta
  - Lucie Zhang – Parigi, 13arr. (Les Olympiades)
- 2023: Nadia Tereszkiewicz – Forever Young - Les Amandiers (Les Amandiers)
  - Marion Barbeau – La vita è una danza (En corps)
  - Hélène Lambert – Tra due mondi (Ouistreham)
  - Guslagie Malanda – Saint Omer
  - Rebecca Marder – Une jeune fille qui va bien
- 2024: Ella Rumpf – Il teorema di Margherita (Le Théorème de Marguerite)
  - Suzanne Jouannet – La Voie royale
  - Louise Mauroy-Panzani – L'estate di Cléo (Àma Gloria)
  - Park Ji-min – Ritorno a Seoul (Retour à Séoul)
  - Pomme – La Vénus d'argent
- 2025: Ghjuvanna Benedetti – Le Royaume
  - Maïwène Barthélemy – Vingt Dieux
  - Malou Khebizi – Diamant brut
  - Clara-Maria Laredo – À son image
  - Megan Northam – Rabia